# Club de couture d'Elseneur

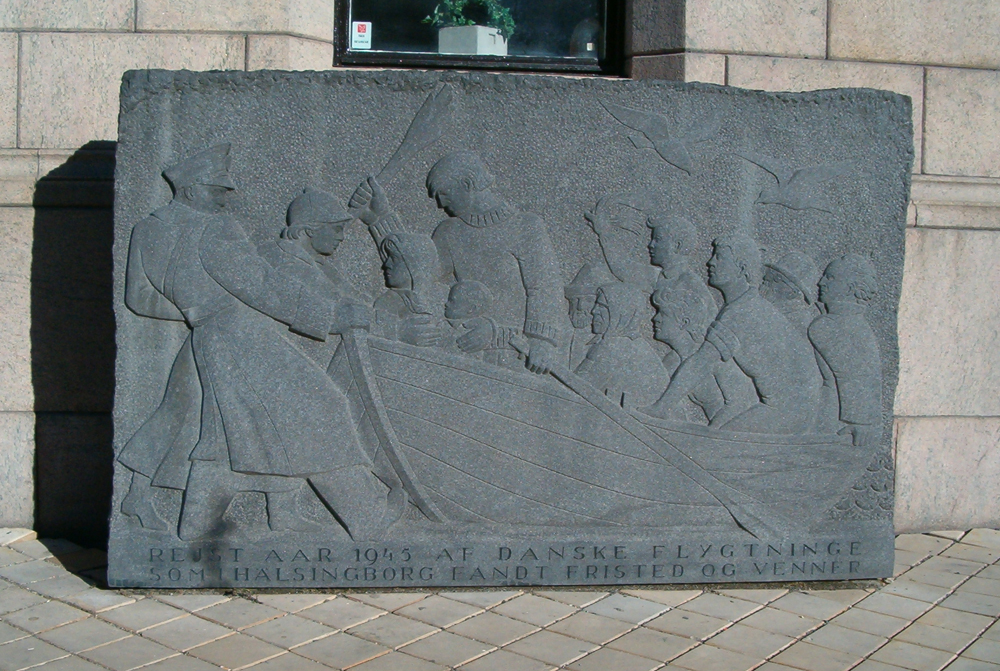
La pierre commémorative danoise pour l'accueil des juifs à Helsingborg

Le club de couture d'Elseneur (danois : Helsingør Syklub) est une organisation de la résistance danoise en activité dans la ville d'Elseneur lors de la Seconde Guerre mondiale.
En 1943, cette organisation naît après que les Allemands commencent à persécuter les Juifs au Danemark. Elle permet le transfert des Juifs du Danemark, des militants politiques et des pilotes alliés afin de les mettre en sécurité auprès d'autres membres de l'organisation en Suède.
De nombreux pêcheurs réclamant d'importantes sommes d'argent pour faire passer les réfugiés juifs, c'est en forme de protestation contre cette activité que se forme le Helsingør Syklub.
Les passagers partent d'Elseneur (Helsingør) en bateau de pêche et débarquent à Helsingborg, ville située à quelques kilomètres de là, de l'autre côté du Øresund.
Le groupe se forme grâce un nom de code. Il est formé d'amis aux compétences différentes, notamment un officier de réserve, un policier, un comptable, un éditeur, leur permettant de trouver des bateaux de pêche, des logements vacants et de l'essence qui était à l'époque rationnée.
Environ 1400 personnes passent en Suède grâce à l'activité de ce groupe.
L'organisation est dissoute lorsqu'un informateur les dénonce aux Allemands. Certains membres du groupe, dont son chef Erling Kiær, sont ensuite déportés en camp de concentration en Allemagne. 